# Fetissow-Arena
Die Fetissow-Arena (russisch Фетисов-Арена) ist eine Mehrzweckhalle in der russischen Stadt Wladiwostok, Region Primorje, die von 2010 bis 2013 errichtet wurde. Der Bau wird hauptsächlich als Eissporthalle genutzt und ist nach Wjatscheslaw Fetissow, einem der besten Eishockeyspielern aller Zeiten, benannt. Die Halle ist die Spielstätte des 2013 gegründeten Eishockeyclubs Admiral Wladiwostok aus der Kontinentalen Hockey-Liga (KHL). Die Arena bietet insgesamt 7500 Plätze, wobei zu Eishockeypartien 5915 Besucher einen Platz finden.
Die Halle wurde am 27. September 2013 im Beisein von Namensgeber Fetissow eingeweiht. Im ersten Heimspiel von Admiral Wladiwostok, das nach der Eröffnung folgte, besiegte der Neuling der KHL den HK ZSKA Moskau mit 4:2 (1:0, 3:1, 0:1).
Neben dem Sport wird die Halle auch für Konzerte und ähnliche Veranstaltungen genutzt.

## Galerie

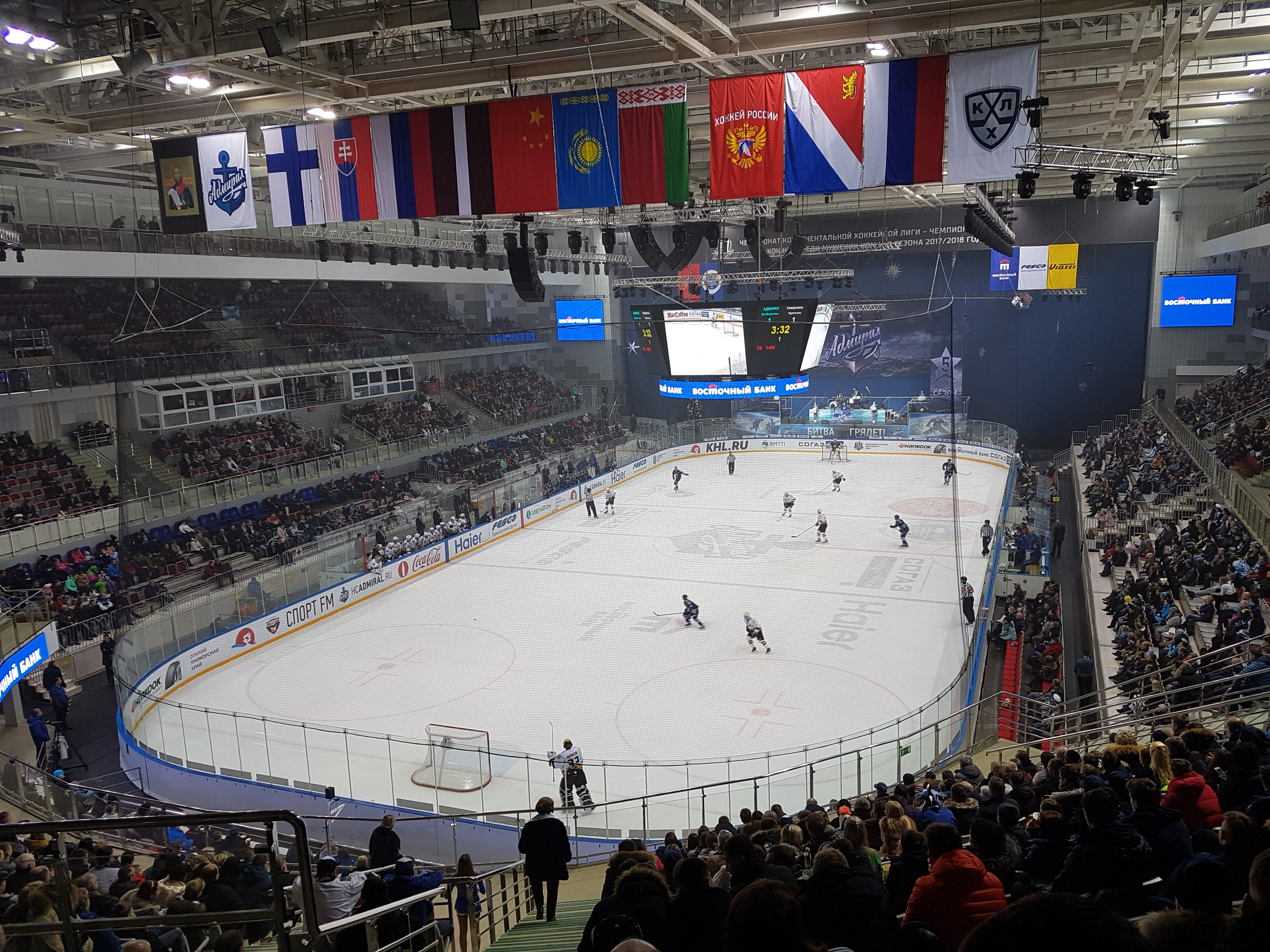
Innenansicht im Dezember 2017